# Lotus 29
Lotus 29 – samochód wyścigowy, zaprojektowany przez Colina Chapmana i skonstruowany przez Lotusa. Model ten wystartował w wyścigach Indianapolis 500 w latach 1963–1965, stając się tym samym pierwszym samochodem Lotusa biorącym udział w tym wyścigu. W debiucie kierujący modelem 29 Jim Clark prowadził w wyścigu i zajął ostatecznie drugie miejsce.

## Historia
Korzenie modelu sięgają wprowadzonego w 1962 roku, innowacyjnego Lotusa 25, w którym zamiast kratownicy przestrzennej zastosowano lekki monokok. W Formule 1 model 25 okazał się sukcesem. Dan Gurney przekonał właściciela Lotusa, Colina Chapmana, że z silnikiem umieszczonym centralnie Lotus byłby konkurencyjny wobec przedniosilnikowych i znacznie cięższych amerykańskich rywali. Gurney ścigał się bowiem samochodem z centralnym silnikiem w Indianapolis 500 w 1962 roku i był przeświadczony, że lżejsze, bardziej wydajne pojazdy pokonają amerykańską konkurencję. Lotus zdołał zawrzeć porozumienie z Fordem na dostawę silników V8.
Model 29, pierwszy samochód Lotusa kategorii Indy, faktycznie był powiększoną wersją modelu 25. W porównaniu do samochodu Formuły 1 zwiększono rozstaw osi, aby sprostać przepisom i pomieścić nowy silnik, który był ponad dwukrotnie większy od niewielkich jednostek Coventry Climax V8 używanych w Lotusach 25. Podobnie jak w odpowiedniku używanym w Formule 1, w modelu 25 na nadwozie składał się aluminiowy monokok wzmocniony stalowymi przegrodami. Zawieszenie również opierało się na tym używanym w Lotusie 25; rozwijano dwie wersje zawieszenia, z czego jedna z nich była zaprojektowana specjalnie na owalne tory. Samochód był ponadto wyposażony w największe dostępne tarcze hamulcowe, natomiast wyprodukowane przez Halibrand koła pozwalały na szybsze pit stopy.
Ford zapewnił nowy silnik V8, luźno bazujący na silniku Forda Fairlane. W pierwotnej postaci Ford zastosował pojedynczy wałek rozrządu. Lotus zastąpił wtryskiwacz Hilborn czterema gaźnikami Weber, które były lepiej przystosowane do brytyjskich samochodów. W tej wersji silnik o pojemności 4,2 litra produkował około 400 KM. Był sprzężony z czterobiegową skrzynią Colotti z dwoma zaślepionymi biegami.
Chapman miał bardzo duże nadzieje związane z samochodem, uważając, że jest to najszybszy pojazd, jaki kiedykolwiek zbudował. Istotnie, Lotus 29 ustalił rekord okrążenia podczas testów na torze Snetterton. Następnie prototyp został przewieziony do Stanów Zjednoczonych, gdzie był testowany na prywatnym torze Forda w Arizonie. Na wyścig przygotowano dwa samochody, dla Jima Clarka i Dana Gurneya. Pojazd Clarka był pomalowany w barwy zielono-żółte, zaś Gurneya – w kolory biało-niebieskie.
W kwalifikacjach amerykańskie samochody były szybsze od Lotusów, jednakże częścią strategii Lotusa była mniejsza liczba pit stopów dzięki ich lżejszym i oszczędniejszym samochodom. Mimo to Clark, jedyny nieamerykański kierowca w stawce, zakwalifikował się z piątym czasem. Gurney rozbił swój samochód, ale został on naprędce odbudowany i Amerykanin startował z 12 miejsca.
We wczesnej fazie wyścigu kierowcy ci jechali na dziewiątej i dziesiątej pozycji, jednak po pierwszej serii pit stopów rywali wysunęli się na prowadzenie. Clark odbył w trakcie wyścigu zaledwie jeden pit stop, podczas gdy Gurney – trzy. To pozwoliło Clarkowi znaleźć się za Parnellim Jonesem. Samochód Jonesa intensywnie wypluwał olej, co bezskutecznie oprotestował Chapman. Ostatecznie Clark ukończył wyścig jako drugi, zaś Gurney był siódmy.
Po Indianapolis 500 Clark wygrał modelem 29 wyścig Milwaukee 200, prowadząc od startu do mety i ustanawiając rekord okrążenia. Ford natomiast ściągnął samochód Gurneya i przetestował udoskonaloną jednostkę napędową z czterema zaworami na cylinder. Tego silnika w Lotusie 29 użył Bobby Marshman w Indianapolis 500 w 1964 roku, który przez krótki okres prowadził w wyścigu, ale po problemach mechanicznych go nie ukończył. Rok później Al Miller II był czwarty.
Wyprodukowano trzy egzemplarze modelu.

## Wyniki w Indianapolis 500
| Legenda oznaczeń w tabelach wyników Wyświetl szablon na nowej stronie | Legenda oznaczeń w tabelach wyników Wyświetl szablon na nowej stronie                                                                     |
| Oznaczenie                                                            | Wyjaśnienie |
| --------------------------------------------------------------------- | --- |
| Złoty                                                                 | Zwycięzca lub mistrzostwo |
| Srebrny                                                               | 2. miejsce lub wicemistrzostwo |
| Brązowy                                                               | 3. miejsce lub II wicemistrzostwo |
| Zielony                                                               | Ukończył, punktował (w klasyfikacji generalnej, gdy zdobył co najmniej jeden punkt na przestrzeni sezonu, poza trzema powyższymi opcjami) |
| Niebieski                                                             | Ukończył, nie punktował (w klasyfikacji generalnej, gdy nie zdobył co najmniej jednego punktu na przestrzeni sezonu)                      |
| Czerwony                                                              | Nie zakwalifikował się (NZ) |
| Czerwony                                                              | Nie prekwalifikował się (NPK) |
| Różowy                                                                | Nie ukończył (NU) |
| Różowy                                                                | Niesklasyfikowany (NS) (w klasyfikacji generalnej, gdy nie został sklasyfikowany w żadnym wyścigu sezonu)                                 |
| Czarny                                                                | Zdyskwalifikowany (DK) |
| Czarny                                                                | Wykluczony (WYK/EX) |
| Biały                                                                 | Nie wystartował (NW) |
| Biały                                                                 | Kontuzjowany (K/INJ) |
| Biały                                                                 | Wyścig odwołany (OD/C) |
| Bez koloru                                                            | Został wycofany (WYC/WD) |
| Bez koloru                                                            | Nie przybył (NP/DNA) |
| Bez koloru                                                            | Nie brał udziału w treningach (NT/DNP) |
| Bez koloru                                                            | Nie został zgłoszony (–) |
| Pogrubienie                                                           | Start z pole position |
| Kursywa                                                               | Najszybsze okrążenie wyścigu |
| †                                                                     | Nie ukończył, ale jego rezultat został zaliczony ze względu na przejechanie więcej niż 90% dystansu wyścigu.                              |
| *                                                                     | Sezon w trakcie |
| 1/2/3                                                                 | Punktowana pozycja w sprincie kwalifikacyjnym                                                                                             |
| Lista systemów punktacji Formuły 1                                    | |

| Rok  | Kierowcy       | Start. | Msc. | Okr. | Uwagi           |
| ---- | -------------- | ------ | ---- | ---- | --------------- |
| 1963 | Jim Clark      | 5      | 2    | 200  |                 |
| 1963 | Dan Gurney     | 12     | 7    | 200  |                 |
| 1964 | Bobby Marshman | 2      | 25   | 39   | skrzynia biegów |
| 1965 | Al Miller II   | 7      | 4    | 200  |                 |